# كاتي إديث جليدون
كاتي إديث جليدون (6 مايو 1883 - 1 سبتمبر 1967) كانت رسامة بريطانية وناشطة في حق المرأة في الاقتراع. كانت عضوة في اتحاد المرأة الاجتماعي والسياسي الذي ناضلت من أجله وأسرت بسببه في سجن هالواي في عام 1912. متخصصة في رسم الزهور، كانت في سنواتها الأخيرة معلمة للرسم والتلوين.

## نشأتها
ولدت جليدون في تويكنهام في ميدلسكس في عام 1883، ابنة مارغريت مارثا الشهرة ليالين (1860-1941) وأوريليوس جيمس لويس جليدون (1857-1929)، كاهن في الكنيسة المتحدة الإصلاحية (1882-1884) وأخصائي في الطب الشعبي. يذكره التعداد السكاني لعام 1911 بكونه تاجرًا عموميًا وسمسار استثمارات، وكانت كاتي إديث فنانة، حيث درست في مدرسة الفنون الجميلة سليد بين عامي 1900 و1904 تحت إشراف فريدريك براون وهنري تونكس. كانت شقيقتها الصغرى غلاديس إيفلين جليدون (1886-1969) أيضًا فنانة. توفي شقيقها الأصغر النقيب موريس جليدون (1892-1917) في العمليات العسكرية خلال الحرب العالمية الأولى.

## النشاط
حوالي عام 1910، انضمت جليدون إلى فرع كرويدون لاتحاد المرأة الاجتماعي والسياسي، تقريبًا في نفس الوقت الذي كان فيه شقيقها كوثبرت بول جليدون يعمل كمنظم لاتحاد الرجال السياسي من أجل تمكين المرأة. حمل شقيقها اسم «تشارلز غراي» لتجنب إحراج والديه، بينما استخدمت كاتي إديث اسم «كاثرين سوزان غراي» لنفس السبب. بحلول عام 1911، كانت قد نشرت مقالات حول حقوق المرأة في العديد من الصحف. تعرض شركة ديفيس ولانجديل في نيويورك لوحة بعنوان «جليدون» للفنان والتر سيكرت من حوالي عام 1912، والتي تصور بشكل تقريبي كاتي جليدون، حيث كانت تعرف هيلينا سوانويك، أخت سيكرت، والتي كانت أيضًا ناشطة في حملة حقوق المرأة من أجل الاقتراع. بالإضافة إلى ذلك، كانت كل من جليدون وسيكرت أعضاء في نادي الفن الإنجليزي الجديد.
في مارس 1912، حطمت نافذة مكتب البريد في شارع ويمبول، واعتقلت وحُكِم عليها بالسجن لمدة شهرين بأشغال شاقة في سجن هالواي، حيث أمضت شهري مارس وأبريل 1912. توقعت جليدون أن تُسجن بسبب أفعالها، لذا كانت قد خيطت أقلام رصاص في طية معطفها واستخدمتها لكتابة ورسم مذكرات سجن سرية في هوامش نسختها من «الأعمال الشعرية لبيرسي بيش شيلي». عملت جليدون في سجن هالواي في أعمال الخياطة كجزء من عقوبتها، وكتبت في مذكراتها السجنية أنها خاطت الأقمشة بسوء عن عمد.

## سنواتها الأخيرة
بعد الحرب العالمية الأولى، أصبحت جليدون فنانة ألوان مائية ناجحة متخصصة في رسم الزهور، حيث شاركت في معارض في الأكاديمية الملكية للفنون، ونادي الفن الإنجليزي الجديد، وجمعية الفنانات، وجمعية رسامين المائيات الملكية، بالإضافة إلى معارض أخرى. في عام 1927، مثّلت كتاب «الشعر الفرنسي للأطفال» للكاتب أرشيبالد واتسون بين. في عام 1939، عاشت في ووكينغ في سوري، حيث سُجلت كمعلمة للرسم.
بعد مسيرة كمدرسة فنون، اعتزلت واستقرت في 10 شارع ساوثي في وورثينغ في ويست ساسكس، وتوفيت في وورثينغ عام 1967 عن عمر يناهز 84 عامًا. كانت صديقة وقريبة للناشطة في حملة حقوق اقتراع المرأة هيلين مارغريت سبانتون. لم تتزوج أبدًا. تتواجد أوراقها ورسوماتها ومذكراتها الأصلية من السجن في مكتبة النساء، حيث تم التبرع بها من قبل أبناء أخيها. في عام 2019، نظم متحف كرويدون معرضًا لتخليد حياتها وصلتها بالمدينة.